# 王刚 (作家)
王刚（1960年—），祖籍河北黄骅，生于新疆石河子，中华人民共和国作家、编剧。

## 生平
1989年，自西安西北大学作家班毕业。1990年，自鲁迅文学院研究生班毕业。1976年应征入伍，此后历任新疆南疆军区文工团团员，乌鲁木齐市建筑加气厂团委干部，《绿洲》杂志编辑。1983年开始发表文学作品。1991年加入中国作家协会。2004年，长篇小说《英格力士》获《当代》杂志社、新浪网举办的“长篇小说年度奖”专家奖及读者奖，2006年获台湾《中国时报》“开卷十大好书奖”。电影《天下无贼》获台湾金马奖最佳剧本改编奖。王刚的作品被译为英文、法文、德文、意大利文、韩文等文字。

## 著作
- 中短篇小说集《困兽》、《博格达童话》，《秋天的男人》
- 长篇小说《月亮背面》、《英格力士》
- 编剧：电影《甲方乙方》、《天下无贼》，电视剧《月亮背面》[1][2]